# Liste der Monuments historiques in Mérignac (Charente-Maritime)
Die Liste der Monuments historiques in Mérignac (Charente-Maritime) führt die Monuments historiques in der französischen Gemeinde Mérignac auf.

## Liste der Objekte
| Bezeichnung | Beschreibung          | Standort                        | Kennzeichnung | Schutzstatus | Datum | Bild |
| ----------- | --------------------- | ------------------------------- | ------------- | ------------ | ----- | ---- |
| Tabernakel  | Holz, vergoldet, 1718 | in der Kirche St-Étienne (Lage) | PM17000196    | Classé       | 1911  |      |